# Editorial Bruguera
Bruguera fue una editorial española, originalmente radicada en Barcelona, que se dedicó sobre todo a la producción de literatura popular e historietas. Creada en 1910 como El Gato Negro, se reconvirtió en 1940 y llegó a poseer, como indica Jesús Cuadrado:

Una planta industrial (en Parets del Vallès), una división publicitaria (Nueva Línea), una librería (Proa), una distribuidora (Libresa), sellos filiales (Ceres), varias sucursales en el territorio español y delegaciones en el exterior (Argentina, Brasil, Colombia, Lisboa, México, Portugal, Venezuela), y un boletín de comunicación interna (Nosotros).

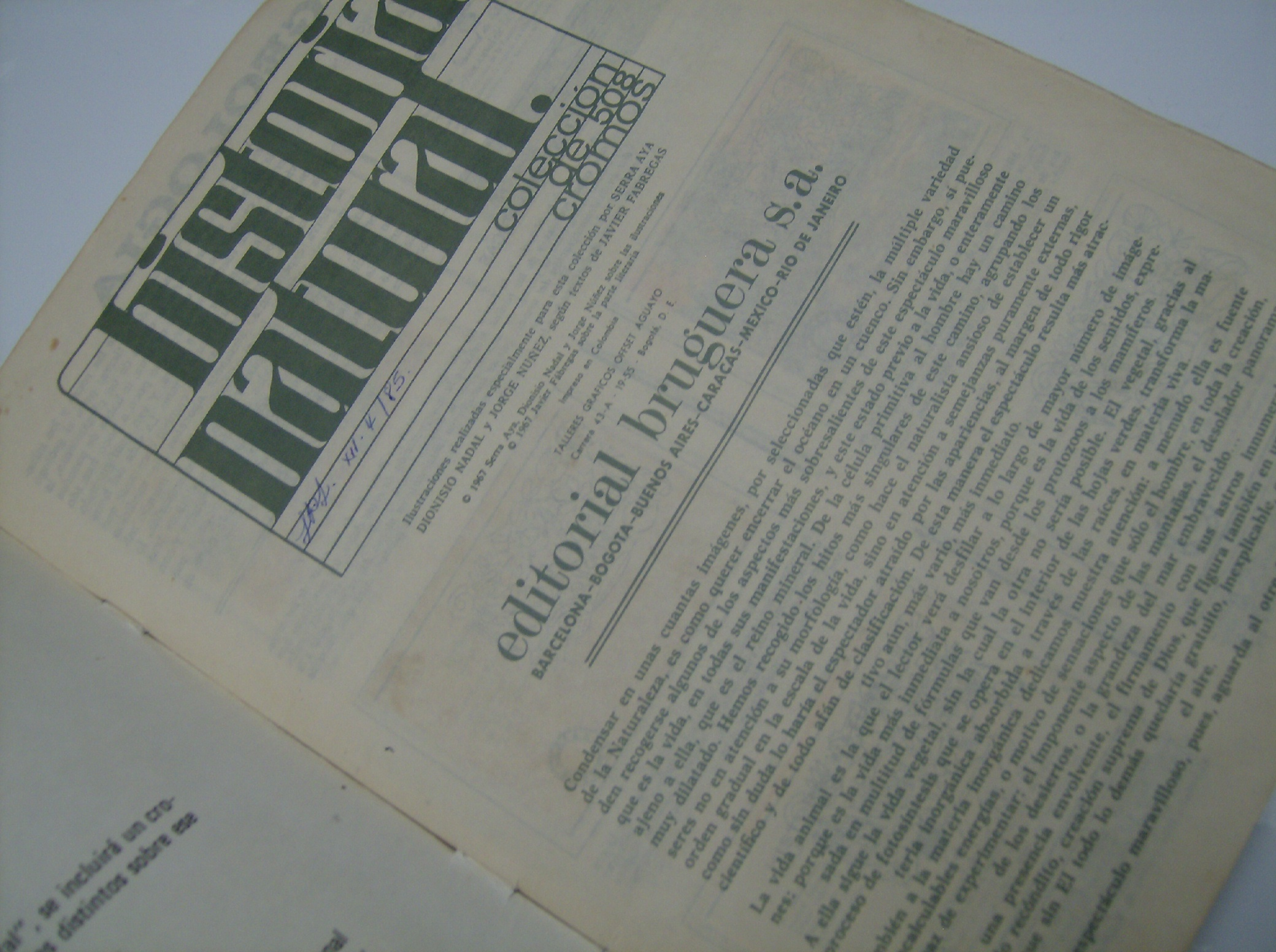
Publicación de la Editorial Bruguera

A pesar de su disolución en 1986 y su breve relanzamiento como sello editorial dentro del Grupo Zeta en 2006 en territorio español, la única sede que ha mantenido su fondo de literatura —principalmente western— vigente y en circulación es Bruguera Mexicana, S.A. de C.V., dirigida por Pedro López López desde 1981. La compañía edita y produce títulos que siguen comercializándose en México, en América Latina y en los Estados Unidos.[cita requerida]
El grupo Penguin Random House, dueño de los derechos de la editorial, ha anunciado su intención de relanzar historietas bajo el sello Bruguera.

## Historia

### El Gato Negro
Joan Bruguera Teixidó fundó en 1910 la editorial El Gato Negro, que se especializó en folletines, libros de chistes y sobre todo revistas de historietas. Siguiendo el ejemplo de TBO, aparecida solo cuatro años antes, en 1917, Bruguera creó en junio de 1921 el semanario Pulgarcito, revista subtitulada "Periódico infantil de cuentos, historietas, aventuras y entretenimientos", cuyo gran éxito hizo prosperar la editorial. El Gato Negro lanzó otros veinte tebeos más y también se hizo cargo de "Charlot" en 1928, incorporando en muchos de ellos cómics ingleses, en especial de "Film Fun". Por parte española y tanto en las historietas como en la ilustraciones de los folletines, destacaron autores como Donaz, Arturo Moreno, Daniel Masgoumiery Pena "Niel" (1879-1942), Josep Robert (1870-1940), Urda o Ermengol Vinaixa (1886-1954).
En 1933 murió Juan Bruguera, siendo sus propios hijos, Pantaleón y Francisco Bruguera Grane, quienes lo sucedieron.
En 1936, un comité obrero intervino la empresa, aunque ello no detuvo la producción.

### La etapa clásica
En 1939, Pantaleón y Francisco Bruguera (hijos de Juan Bruguera) decidieron cambiar el nombre a la empresa y darle el apellido familiar.
Desde 1947, una vez superadas las dificultades de la posguerra, el semanario Pulgarcito se publicó regularmente y la editorial aumentó sus beneficios editando otros tebeos como El Campeón (1948), Super Pulgarcito (1949), Magos de la Risa (1949) y El DDT (1951); colecciones de novelas de consumo popular (en las que editó a autores paradigmáticos de la novela rosa como Corín Tellado o de la novela del oeste como Marcial Lafuente Estefanía); Bolsilibros dónde destacaron Silver Kane, Curtis Garland, A. Thorkent y otros, y cuadernillos de historietas de aventuras como El Cachorro o El Capitán Trueno.
Superó también la secesión de Tío Vivo (1957), lanzando en 1958 Can Can y en 1959, "Ven y Ven", "Suplemento de Historietas de El DDT" y "El Campeón. La revista del optimismo", además de renovar la ya existente "Selecciones de Humor de El DDT". Al mismo tiempo, editaba su primer tebeo femenino de éxito, "Sissi" (1958), al que seguirían "Blanca" (1960) y "Mundo Juvenil" (1963).
Se apunta también a la moda de la denominada novela gráfica (seriales verticales y de mayor extensión que el cuadernillo) con Sissi. Novelas gráficas (1959), As de Corazones (1961), Celia (1963), Capricho (1963), Sospecha (1965), Línea de fuego (1965) y Calibre 44 (1966).
Para entonces, Bruguera era una de las editoriales de tebeos más importantes de España, junto a Cliper, Hispano Americana y Toray. Con el tiempo, la empresa familiar se transformó además en una auténtica multinacional de la edición, implantándose en varios países de Hispanoamérica.

### Nuevos rumbos
Desde mediados de los años 60, lanzó nuevas revistas como Din Dan (1965), Bravo (1968) y Gran Pulgarcito (1969), en las que ya es patente la influencia de la televisión e incorpora series francobelgas como Astérix el Galo o Blueberry. Triunfó siempre sobre la competencia, representada por revistas de breve vida como Gaceta Junior (1968), Strong (1969) o Trinca (1970).
Ya en los 70, multiplicó enormemente su producción de tebeos, aprovechando en muchas ocasiones el tirón de sus personajes estrella y entremezclando las historietas actuales con las antiguas:
- Revistas semanales: Mortadelo (1970), Lily (1970), Zipi y Zape (1972).
- Revistas mensuales: Super Pulgarcito (1970), Super Mortadelo (1972), Super Zipi y Zape (1972), Super Tío Vivo (1972), Super DDT (1973), Super Sacarino (1975), Super Lily (1976), Super Carpanta (1977), Super Cataplasma (1978) y Super Rompetechos (1978).
- Recopilatorios monográficos: Colección Olé, Magos del Humor, Ases del Humor, Joyas Literarias Juveniles y Grandes Aventuras Juveniles.[6]

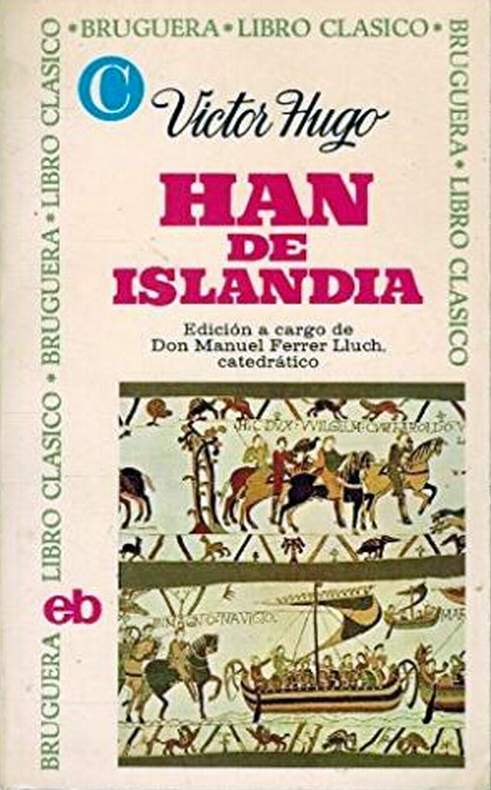
Libro editado por Editorial Bruguera

Desde mediados de los 70, Bruguera intentó implantar los cómics de acción de estética realista, también británicos y estadounidenses en revistas como Hora T (1975), Súper Aventuras Bruguera (1978), Súper Ases Bruguera (1978) y ¡Zas! (1979), los comic books de Colección Comics Bruguera (1977) y los álbumes de Colección Álbumes Bruguera (1978).
En el terreno de la literatura, y perdidos sus litigios contra Corín Tellado y Marcial Lafuente Estefanía en 1974, comenzó a editar a autores como Jorge Amado, Jorge Luis Borges, García Márquez, Juan Marsé o Juan Carlos Onetti. También lanzó dos colecciones de bolsillo: Libro Clásico y Libro Amigo.

### El final
A principios de los ochenta, libros como Crónica de una muerte anunciada de Gabriel García Márquez y Los gozos y las sombras de Gonzalo Torrente Ballester fueron grandes best-sellers, alcanzando la editorial una facturación aproximada de 10 000 millones de pesetas en 1981. A pesar de ello, Bruguera, junto a su distribuidora Libresa, presentó la suspensión de pagos en un juzgado de Barcelona la tarde del 7 de junio de 1982, justificada por los siguientes motivos, según su director Jorge Gubern y otras fuentes:
- La rescisión del contrato con la empresa editora de Interviú.
- La devaluación del peso mexicano en un 78%.
- La prohibición de salida de divisas de Argentina.
- El encarecimiento de sus créditos internacionales por la devaluación de la peseta respecto al dólar.[13]

Después de que OITEBSA (Organización Interior de Trabajadores de Editorial Bruguera) hubiera ganado las elecciones sindicales de la empresa el 12 de junio de 1982, 1056 de sus 1207 trabajadores se asociaron para salvarla. Mientras tanto, algunos de sus autores se sumaron a otras revistas como Jauja (1982). Esto no impidió a Bruguera adquirir y reformar el TBO en 1983 y dar luz verde a Superlópez, ¡Más madera! o Monstruos & Co en años posteriores. Pero en 1985 Francisco Ibáñez abandonó la editorial Bruguera, y logró que un tribunal, mediante un recurso de amparo, prohibiera a Bruguera publicar o republicar las historietas de Mortadelo y Filemón, cortando así la principal fuente de ingresos de la empresa. Esto resultó en el golpe de gracia para Bruguera. En 1986, y a pesar de los intentos de compra del editor uruguayo Leo Antúnez fue adquirida por el Grupo ZETA, quien la transformó en Ediciones B. Tras este proceso, la única filial que se mantuvo fue Editorial Bruguera Mexicana S.A. de C.V., dirigida por Pedro López López desde 1981, y quien años antes lideró Círculo de Lectores, compañía filial del grupo mediático alemán, Bertelsmann. Bruguera Mexicana hasta la fecha circula su fondo en el mercado latinoamericano y estadounidense, enfocado principalmente en el género literario vaquero (o “Western”), cuyo más prolífico autor para habla hispana fue, sin lugar a dudas, Marcial Lafuente Estefanía.
La editorial se declaró como inviable en 1986, pasando a manos del Banco de Crédito Industrial que posteriormente liquidó a la empresa, proceso en el que 775 trabajadores liquidaron sus contratos. Sin embargo, algunos de los trabajadores continuaron con una lucha judicial por indemnizaciones que consideraban justas. En 1995, este grupo de trabajadores ganó un juicio y el 19 de junio de ese año, con un fondo formado por parte de las indemnizaciones recibidas, se creó la cooperativa de servicios financieros Coop57.

#### La tradición del género vaquero
El género vaquero, representado por Marcial Lafuente Estefanía, todavía circula en los mercados mexicano y estadounidense y se mantiene vigente y con vida a través de Editorial Bruguera Mexicana, dirigida por Pedro López López desde 1985.[cita requerida]
Este género literario, producido y lanzado en España y diversos países hispanoamericanos por Editorial Bruguera, ha cumplido con la función social de promover habilidades y hábitos de lectura corrida entre los sectores populares de diversos países hispanohablantes. Se asemeja mucho su función a la misma que cumplieran la ficción “pulp” en los Estados Unidos durante la Gran Depresión, así como el “penny dreadful” de Gran Bretaña durante el siglo XIX. Estos formatos de edición popular (denominados “edición de bolsillo”), impresos en pulpa, dieron a luz a diversos géneros literarios como el terror cósmico, la novela policiaca y, sin duda uno de los más populares: el género vaquero.[cita requerida]
Marcial Lafuente Estefanía representa de forma tan emblemática a este género narrativo que el mismo Joan Manuel Serrat ha llegado a referirle en letras de sus propias canciones, a manera de homenaje.[cita requerida]

### Breve relanzamiento (2006-2010)
Veinte años después, en 2006, volvió a relanzarse como un pequeño sello editorial dentro de Ediciones B, bajo la dirección de Ana María Moix. Durante esta nueva etapa, se recuperó el logotipo del Gato Negro, ahora más estilizado; se puso en marcha un catálogo compuesto de obras literarias descatalogadas de la segunda mitad del siglo XX y nuevas y se creó el Premio de Novela Editorial Bruguera. A pesar de todo ello, en abril de 2010 se despidió a su directora y poco después se anunció el cierre de Bruguera en España.

## La Escuela Bruguera
En el campo de la historieta, el papel desempeñado por la editorial Bruguera en la posguerra española fue fundamental. Aunque tienen un lugar destacado en la historia del cómic español los cuadernos de aventuras editados por Bruguera, como El Cachorro, de Juan García Iranzo, o El Capitán Trueno, de Víctor Mora y Ambrós, los mayores esfuerzos de sus dibujantes se centraron en los semanarios humorísticos, entre los que destacan Pulgarcito, Tío Vivo y El DDT.
En estas publicaciones se desarrolló un amplio repertorio de personajes, como Don Pío (1947) de Peñarroya, El repórter Tribulete (1947) de Cifré, Doña Urraca (1948) de Jorge, Zipi y Zape (1948) de Escobar, El loco Carioco (1949) de Conti, La familia Cebolleta (1951) de Vázquez, El doctor Cataplasma (1953) de Martz Schmidt, El caco Bonifacio (1957) de Enrich, Mortadelo y Filemón (1958) de Ibáñez, Rigoberto Picaporte (1959) de Segura, Agamenón (1961) de Nené Estivill, La Familia Telerin (1965) de Blas Sanchis basados en los dibujos animados emitidos por TVE, o Aspirino y Colodión (1966) de Alfons Figueras. Dirigidos por Rafael González Martínez, estos dibujantes lograron configurar un estilo fácilmente reconocible, a medio camino entre el entretenimiento infantil y el costumbrismo satírico. Terenci Moix acuñó la expresión "escuela Bruguera" para referirse a la producción de historieta humorística de la editorial.

## Colecciones
| Título                          | Año                                           | Guionista       | Dibujante      | Ejemplares                                   | Tamaño                                                      | Precio facial en pesetas                                  |
| ------------------------------- | --------------------------------------------- | --------------- | -------------- | -------------------------------------------- | ----------------------------------------------------------- | --------------------------------------------------------- |
| Pulgarcito                      | 1921-1937                                     |                 |                | 852+17 extraordinarios                       | 21x15 y 29x21 a partir del n.º 600                          | Comenzó a 5 céntimos, subió a 10 y terminó en 15 céntimos |
| Colección Aventuras y Viajes    | 1925                                          |                 |                |                                              |                                                             |                                                           |
| AEI                             | (1.ª época) 1935 (2.ª época) 1946 (3.ª época) | Varios          | Varios         | 5?(1.ª época) 125?(2.ª época) 6? (3.ª época) | 22 x 14 (1.ª época) 35 x 25 (2.ª época) 24 x 17 (3.ª época) |                                                           |
| El Campeón                      | 1948                                          |                 |                | 20                                           |                                                             |                                                           |
| Aguila Negra                    | 1948                                          | Rafael González | Ripoll G.      | 8                                            | 17 x 24                                                     | 1,25 ptas                                                 |
| Super Pulgarcito                | 1949-1951 1970-1983                           |                 |                | 33 152+12 extraordinarios                    | 24x17 (1.ª época) 27x19 (2.ª época)                         | 2.50 ptas (1.ª época) de 15 a 90 ptas (2.ª época)         |
| Magos de la risa                | 1950                                          |                 |                |                                              |                                                             |                                                           |
| El DDT                          | 1951                                          |                 |                |                                              |                                                             |                                                           |
| Bisonte Gráfico                 | 1955-1956                                     |                 | VV. AA.        | 24                                           | 17 x 24                                                     |                                                           |
| Vendaval, el Capitán Invencible | 1956                                          | Víctor Mora     | Antonio Bernal | 26                                           |                                                             |                                                           |
| Can Can                         | 1958                                          |                 |                |                                              |                                                             |                                                           |
| Sissi                           | 1958-1963                                     |                 |                |                                              |                                                             |                                                           |
| Ven y Ven                       | 1959                                          |                 |                |                                              |                                                             |                                                           |
| El Capitán Trueno Extra         | 1960-1968                                     |                 |                | 436                                          |                                                             |                                                           |
| Blanca                          | 1960-1963                                     |                 |                |                                              |                                                             |                                                           |
| Tío Vivo                        | 1960                                          |                 |                |                                              |                                                             |                                                           |
| El Sargento Furia               | 1962                                          | Cassarel        | Juan Escandell |                                              | 17 x 24                                                     |                                                           |
| El Jabato Extra                 | 1962-1963                                     |                 |                | 51                                           |                                                             |                                                           |
| El Mosquetero azul              | 1962                                          |                 |                |                                              |                                                             |                                                           |
| Mundo Juvenil                   | 1963-1964                                     |                 |                |                                              |                                                             |                                                           |
| Tele Color                      | 1963                                          |                 |                |                                              |                                                             |                                                           |
| Din Dan                         | 1965                                          |                 |                |                                              |                                                             |                                                           |
| Bravo                           | 1968                                          |                 |                |                                              |                                                             |                                                           |
| Gran Pulgarcito                 | 1969                                          |                 |                |                                              |                                                             |                                                           |
| Trueno Color                    | 1969                                          |                 |                |                                              |                                                             |                                                           |
| Joyas Literarias Juveniles      | 1970                                          |                 |                |                                              |                                                             |                                                           |
| Lily                            | 1970-1985                                     |                 |                |                                              |                                                             |                                                           |
| Mortadelo                       | 1970-1991                                     |                 |                |                                              |                                                             |                                                           |
| Colección Olé                   | 1971                                          |                 |                |                                              |                                                             |                                                           |
| Magos del Humor                 | 1971                                          |                 |                |                                              |                                                             |                                                           |
| Super Mortadelo                 | 1972                                          |                 |                |                                              |                                                             |                                                           |
| Super Tío Vivo                  | 1972-1983                                     |                 |                |                                              |                                                             |                                                           |
| Super Zipi y Zape               | 1973-1983                                     |                 |                |                                              |                                                             |                                                           |
| Zipi y Zape                     | 1972-                                         |                 |                |                                              |                                                             |                                                           |
| Super DDT                       | 1973-1983                                     |                 |                |                                              |                                                             |                                                           |
| Mortadelo Gigante               | 1974-1978                                     |                 |                |                                              |                                                             |                                                           |
| Cole Cole                       | 1975                                          |                 |                |                                              |                                                             |                                                           |
| Mortadelo Especial              | 1975-1986                                     |                 |                |                                              |                                                             |                                                           |
| Sacarino                        | 1975                                          |                 |                |                                              |                                                             |                                                           |
| Super Sacarino                  | 1974-1985                                     |                 |                |                                              |                                                             |                                                           |
| Super Lily                      | 1976-1983                                     |                 |                |                                              |                                                             |                                                           |
| Copito                          | 1977                                          |                 |                |                                              |                                                             |                                                           |
| Comics Bruguera                 | 1977                                          |                 |                |                                              |                                                             |                                                           |
| Super Carpanta                  | 1977-1981                                     |                 |                |                                              |                                                             |                                                           |
| La Abeja Maya                   | 1978                                          | Varios          | Varios         |                                              | 26 x 18                                                     | 20 ptas.                                                  |
| Gina                            | 1978-1980                                     |                 |                |                                              |                                                             |                                                           |
| Super Cataplasma                | 1978-1981                                     |                 |                |                                              |                                                             |                                                           |
| Super Rompetechos               | 1978                                          |                 |                |                                              |                                                             |                                                           |
| Zipi y Zape Especial            | 1978                                          |                 |                |                                              |                                                             |                                                           |
| ¡Zas!                           | 1979                                          |                 |                |                                              |                                                             |                                                           |
| Bruguelandia                    | 1981-1983                                     |                 |                |                                              |                                                             |                                                           |
| Esther                          | 1981-1985                                     |                 |                |                                              |                                                             |                                                           |
| Superlópez                      | 1985                                          |                 |                |                                              |                                                             |                                                           |
| Más madera!                     | 1986                                          |                 |                |                                              |                                                             |                                                           |
| Monstruos & Co                  | 1986                                          |                 |                |                                              |                                                             |                                                           |

## Los libros de Bruguera
Entre las colecciones publicadas por Bruguera destacan:
- Libros de bolsillo (Libro Amigo, Cinco Estrellas, Mini Infancia, Naranja, Nova, Narrativas de hoy, Bolsilibro, Libro Ameno, CLUB Bruguera)
- Literatura juvenil (Club Joven, Libro Joven, Conan, Marabú, Juvenil, Todolibro, Historias Selección, Dalia).

## Premios
En los años sesenta fue premiada por el Ministerio de Trabajo.

## Importancia
Bruguera fue la mayor editora de cómics de España en los años sesenta y setenta y el negocio de los tebeos se fue adaptando a las necesidades del mercado: si a fines de los cuarenta y principios de los cincuenta se publicaban revistas de bajo coste con pocas páginas, al mejorar las condiciones económicas aumentó el número de páginas, mejoró el papel y se incorporó el color. Desde los sesenta se incrementó el abanico de publicaciones y de personajes que reflejaron los cambios de la época y empezaron a editarse álbumes de los personajes más populares. La editorial poseía imprenta propia y una articulada red de distribución, por lo que eclipsó a la competencia.
Las publicaciones de Bruguera no eran de gran calidad material, si se comparan por ejemplo con los álbumes editados por esos mismos años en Francia. Les cabe sin embargo el mérito de haber divulgado la literatura popular entre los sectores más desfavorecidos de la sociedad, siendo escasa la retribución que daba a sus dibujantes y guionistas, desfavorecidos además por contratos humillantes y leoninos que usurpaban la propiedad intelectual de sus creaciones e imponían frenéticos ritmos de trabajo en menosprecio de la calidad general resultante, de forma que era norma habitual que entre la editorial y sus trabajadores hubiese pleitos costosos e interminables.